# Leriopsis montana
Leriopsis montana är en tvåvingeart som beskrevs av Mcalpine 1967. Leriopsis montana ingår i släktet Leriopsis och familjen myllflugor.
Artens utbredningsområde är Tasmanien. Inga underarter finns listade i Catalogue of Life.